# Ballum
Ballum est un village de la commune néerlandaise d'Ameland, sur l'île du même nom, dans la province de Frise.

## Géographie
Le village est situé dans l'ouest de l'île d'Ameland, entre Nes à l'est et Hollum à l'ouest. Bien qu'étant le plus petit village de l'île, Ballum abrite la mairie de la commune.

## Histoire
À partir de 1389, le village est la possession de la famille Van Cammingha.
Avant la Seconde Guerre mondiale, Ballum accueillait l'arrivée du service de liaison par bateau entre Ameland et le continent depuis Zwarte Haan. En 1940, ce service est déplacé à Nes, au départ d'Holwerd.

## Démographie
Le 1er janvier 2018, le village comptait 360 habitants.

## Transports
L'aéroport d'Ameland est situé au nord du village.